# Yánnis Koutsochéras
Yánnis Koutsochéras (grec moderne : Γιάννης Κουτσοχέρας), né le 25 décembre 1904 et mort en 1994, est un poète grec, avocat, homme politique, membre des parlements grec et européen et ambassadeur à l'UNESCO.

## Biographie
Yánnis Koutsochéras naît le 25 décembre 1904.
Ses œuvres sont publiées dans de nombreuses langues, il reçoit de nombreux prix internationaux et est nommé pour le prix Nobel de la paix et de la littérature.
Il est député européen du 1er janvier 1981 au 18 octobre 1981.
Il meurt en 1994.